# José Antonio Boix González
José Antonio Boix González (Peñíscola, 8 de agosto de 1950 - 26 de enero de 2006) fue un político español, diputado en las Cortes Valencianas durante la II Legislatura.
Ha trabajado como profesor de Educación General Básica en el colegio La Salle de Benicarló. 
En las elecciones municipales españolas de 1983 fue escogido concejal del ayuntamiento de Peñíscola por Alianza Popular, partido del que fue presidente local y del Bajo Maestrazgo y miembro del comité ejecutivo de la provincia de Castellón y de la Comunidad Valenciana. Fue elegido diputado en las elecciones a las Cortes Valencianas de 1987 y formó parte como vocal de la Comisión de Gobernación y Administración Local y de la Comisión de Educación y Cultura de las Cortes Valencianas.
En 1991 fue uno del fundadores y cabeza de lista de "Agrupación Democrática Peñíscolana", un partido independiente de ámbito local, que se presentó a las elecciones municipales de Peñíscola de 1991, consiguiendo 214 votos (9,99 %) y un concejal. Este concejal fue clave para dar la alcaldía a Ricardo Albiol Martín (PP).
Después de 12 años de actividad, en 1995 deja la política para continuar con la docencia, que nunca había abandonado.